# بيتر روليك
بيتر روليك (بالألمانية: Peter Wrolich)‏ مواليد 30 مايو 1974 في فيينا، هو دراج نمساوي سابق في صنف سباق الدراجات على الطريق. سبق أن شارك في دورة الألعاب الأولمبية الصيفية.

## وصلات خارجية
- الموقع الرسمي

## روابط خارجية
- بيتر روليك على موقع الاتحاد الدولي للدراجات (الإنجليزية)
- بيتر روليك على موقع أرشيف الدراجات (الإنجليزية)
- بيتر روليك على موقع إحصائيات الدراجات الإحترافية (الإنجليزية)
- بيتر روليك على موقع نسبة الدراجات (الإنجليزية)
- بيتر روليك على موقع CycleBase (الإنجليزية)
- بيتر روليك على موقع أوليمبيديا (الإنجليزية)